# Anisothecium varium
Anisothecium varium är en bladmossart som beskrevs av Mitten 1869. Anisothecium varium ingår i släktet Anisothecium och familjen Dicranaceae. Inga underarter finns listade i Catalogue of Life.